# Spartaeus noctivagus
Spartaeus noctivagus is een spinnensoort in de taxonomische indeling van de springspinnen (Salticidae).
Het dier behoort tot het geslacht Spartaeus. De wetenschappelijke naam van de soort werd voor het eerst geldig gepubliceerd in 2008 door Dmitri Viktorovich Logunov & Azarkina.